# ميسون (اسم)
ميسون هو اسم علم شخصي مؤنث من أصل فارسي، معناه ذات الوجه الأحمر، كما لها معنى عربي وألذي يعني المتمايلة أو الرزينة، يعتبر من أكثر الأسماء المنتشرة في الدول العربية وفي دول أخرى مثل إيران وباكستان.

## الشخصيات
- ميسون آل صالح فنانة تشكيلية إماراتية
- ميسون بنت بحدل شاعرة عربية
- ميسون أبو أسعد ممثلة سورية
- ميسون زايد كوميدية وممثلة أمريكية فلسطينية
- ميسون الدملوجي سياسية عراقية
- ميسون عزام إعلامية فلسطينية
- ميسون الإرياني شاعرة يمنية
- ميسون الرويلي ممثلة سعودية
- ميسون هلال صانعة محتوى أردنية